# 米爾克里克鎮區 (阿肯色州麥迪遜縣)
米爾克里克鎮區（英語：Mill Creek Township）是位於美國阿肯色州麥迪遜縣的一個行政鎮區。

## 地方資料
根據2010年美國人口普查的數據，米爾克里克鎮區的面積為167.60平方千米，當中陸地面積為167.30平方千米，而水域面積為0.30平方千米。當地共有人口610人，而人口密度為每平方千米3人。